# Kajaji

Kajaji är en ort i centrala Ghana, belägen cirka en mil väster om Voltasjön. Den är huvudort för distriktet Sene East, och folkmängden uppgick till 4 528 invånare vid folkräkningen 2010.